# 马大龙
马大龙（1952年1月—），男，汉族，山东人，中华人民共和国政治人物，第十一、十二届全国政协委员。

## 生平
2003年5月，马大龙加入九三学社。2007年6月，他被选举为九三学社北京市第十一届委员会主任委员。后来，他又被选为九三学社中央副主席、北京市政协副主席。2008年，当选第十一届全国政协委员，代表九三学社，分入第十二组。并担任教科文卫体委员会专委。2012年，他获得连任，成为九三学社北京市第十二届委员会主任委员。